# MAZ–7904
A MAZ–7904 a legnagyobb teherautó, amely a Minszki Autógyárban készült. A típusból mindössze egyetlen példányt építettek 1983-ban. A 360 tonnás össztömegével és több mint 32 méteres hosszával ez volt az egyik legnagyobb kerekes szállítójármű, amelyet a Szovjetunióban valaha építettek és katonai célokra fejlesztettek ki.

## Története
A MAZ–7904 egyike volt az 1980-as évek közepén tett számos kísérletnek, amelyek célja az RT–23 Mologyec vasúti alapú interkontinentális ballisztikus rakétarendszer kerekes járműre történő felszerelése volt. Különböző lehetséges hordozójárműveket fejlesztettek ki Zelinya projektnév alatt. A problémát az jelentette, hogy egy indításra kész rakéta körülbelül 104,5 tonna tömegű, 22,6 m hosszú és 2,4 m átmérőjű volt. 1980 körül ilyen méretű szállítójárművek nem álltak rendelkezésre. Ezért 1982-ben megtervezték a MAZ–7904-et az interkontinentális rakéták hordozójárművének. A prototípust 1983-ban építették meg és 1984-ben tesztelték. Ugyanezen projekt részeként elkészült a valamivel kisebb MAZ–7907 is, bár azt némileg másképpen tervezték. Méretei miatt a MAZ–7904 két rakéta szállítására alkalmas.
A munka befejezése után a járművet Minszkben közel 500 km-es távolságon tesztelték, amit csak éjszaka végeztek, hogy a kémműholdak ne tudjanak fotókat készíteni a teherautóról. A MAZ–7904 prototípusát ezután szétszerelték, és a Bajkonuri kozmodromba szállították további tesztelésre. Ott további 4100 km-t tett meg saját kerekein tesztelési céllal, majd eltűnt a színről. Csak 2007 elején fedezték fel újra a 42-es és 43-as indítóállás egyik hangárjában, majd végül 2010-ben selejtezték az elveszettnek hitt járművet.

## Jellemzői
Két pilótafülkével rendelkezik, hossza 32 méter, szélessége 6,8 méter, magassága 3,45 méter. 
Kompresszoros fékrendszere és hidraulikus kormányműve van, a járművet egy 42,4 literes, 12 hengeres és 1500 lóerős 12CHN18/20 M351 hajómotor, valamint egy 330 lóerős 8 hengeres YaMZ 238F teherautó-motor hajtja, végsebessége 27 km/h.  
12 kerekű összkerék-meghajtású gép, kerekeit a Bridgestone gyártotta és japán abroncsokon gurulnak, átmérőjük 2,8 méter. 
A MAZ–7904 saját tömege 140 tonna, teherbírása 220 tonna.

## Fordítás
- Ez a szócikk részben vagy egészben  a   MAZ-7904 című német Wikipédia-szócikk ezen változatának fordításán alapul.  Az eredeti cikk szerkesztőit annak laptörténete sorolja fel. Ez a jelzés csupán a megfogalmazás eredetét és a szerzői jogokat jelzi, nem szolgál a cikkben szereplő információk forrásmegjelöléseként.